# راکل آله‌سی
راکل آله‌سی (انگلیسی: Raquel Alessi؛ زادهٔ ۷ مارس ۱۹۸۳) یک هنرپیشه اهل ایالات متحده آمریکا است. وی از سال ۱۹۸۹ میلادی تاکنون مشغول فعالیت بوده است.
از فیلم‌ها یا برنامه‌های تلویزیونی که وی در آن نقش داشته است می‌توان به عمو سام (۱۹۹۶)، روح سوار (۲۰۰۷) و آشنایی با مادر (۲۰۰۹) اشاره کرد.